# Ernst-Happel-Stadion
Ernst-Happel-Stadion (fil), tidigare Praterstadion ("Prater"), fotbollsstadion i Wien, Österrikes nationalarena i fotboll.
Ernst-Happel-Stadion ligger i en av Wiens mest populära och kända parker, Prater. Praterstadion döptes om efter den legendariske spelaren och tränaren Ernst Happel 1992. Österrikes herrlandslag i fotboll spelar i regel sina hemmamatcher här. Stadion rankas som femstjärnig av Uefa.

## Historia
Stadion byggdes 1929-1931 och var vid byggandet en av Europas modernaste arenor. En modernisering inleddes 2005 som pågick till 2008 då Österrike tillsammans med Schweiz var värdnationer i 2008 års Fotbolls-EM och där EM-finalen avgjordes på Ernst-Happel-Stadion.

## Evenemang
- Andra EM i friidrott (det första där damtävlingar var tillåtna även om herrtävlingen inledd 3 september i Paris var separat)
- UEFA Champions League: 1995
- Finalen i Europacupen för mästarlag 1964, 1987, 1990